# Alluaudomyia siebenschwabi
Alluaudomyia siebenschwabi är en tvåvingeart som beskrevs av Havelka 1983. Alluaudomyia siebenschwabi ingår i släktet Alluaudomyia och familjen svidknott.
Artens utbredningsområde är Spanien. Inga underarter finns listade i Catalogue of Life.